# Вастселійна (волость)
Вастселійна (ест. Vastseliina vald) — волость в Естонії, у складі повіту Вирумаа.

## Положення
Площа волості — 222,8 км², чисельність населення на 1 січня 2008 року становила 2165 осіб.
Адміністративний центр волості — селище Вастселійна. До складу волості входять ще 46 сіл: Haava, Halla, Heinasoo, Hinniala, Hinsa, Holsta, Illi, Indra, Jeedasküla, Juraski, Kaagu, Kapera, Kerepäälse, Kirikumäe, Kornitsa, Kõo, Kõrve, Käpa, Külaoru, Kündja, Lindora, Loosi, Luhte, Mutsu, Mäe-Kõoküla, Möldri, Ortuma, Paloveere, Pari, Perametsa, Plessi, Puutli, Raadi, Saarde, Savioja, Sutte, Tabina, Tallikeste, Tellaste, Tsolli, Vaarkali, Vana-Saaluse, Vana-Vastseliina, Vatsa, Viitka та Voki .
Біля селища Вастселійна знаходяться руїни німецької фортеці Нойгаузен.

## Озера
У волості розташовані численні природні озера; Андрі, Варсанґулумп, Ганіярв, Гірму, Кассінійдю, Кассіоро, Келлярі, Киоваріґу, Киркиніярв, Куасуу, Кянґямяе, Мутсу, Паалі, Паланднійдю, Паландулумп, Пирсти, Прандсумитса, Роодсі, Саалузе Орава, Саари, Табіна, Тооми, Утра.
Також є штучні озера; Колодсі, Лугте, Педяямяе, Сааринійдю, Сур'a, Туулимяе.

## Відомі особистості
Уродженці:
- Едуард Пютцеп (1898—1960) — естонський борець греко-римського стилю.